# Mistrzostwa Świata w Piłce Nożnej 2018 (eliminacje strefy CONMEBOL)

## Drużyny
| Drużyna   | Liczba występów w MŚ | Najlepszy wynik w MŚ                       |
| Argentyna | 16 (1930, 1934, 1958, 1962, 1966, 1974, 1978, 1982, 1986, 1990, 1994, 1998, 2002, 2006, 2010, 2014)                         | Mistrzostwo (1978, 1986)                   |
| Boliwia   | 3 (1930, 1950, 1994) | Faza grupowa (1930, 1950, 1994)            |
| Brazylia  | 20 (1930, 1934, 1938, 1950, 1954, 1958, 1962, 1966, 1970, 1974, 1978, 1982, 1986, 1990, 1994, 1998, 2002, 2006, 2010, 2014) | Mistrzostwo (1958, 1962, 1970, 1994, 2002) |
| Chile     | 9 (1930, 1950, 1962, 1966, 1974, 1982, 1998, 2010, 2014)                                                                    | III miejsce (1962)                         |
| Ekwador   | 3 (2002, 2006, 2014) | 1/8 finału (2006)                          |
| Kolumbia  | 5 (1962, 1990, 1994, 1998, 2014)                                                                                            | Ćwierćfinał (2014)                         |
| Paragwaj  | 8 (1930, 1950, 1958, 1986, 1998, 2002, 2006, 2010)                                                                          | Ćwierćfinał (2010)                         |
| Peru      | 4 (1930, 1970, 1978, 1982)                                                                                                  | Ćwierćfinał (1970)                         |
| Urugwaj   | 12 (1930, 1950, 1954, 1962, 1966, 1970, 1974, 1986, 1990, 2002, 2010, 2014)                                                 | Mistrzostwo (1930, 1950)                   |
| Wenezuela | 0 | –                                          |

## Terminarz
| Nr kolejki | Termin                 |
| ---------- | ---------------------- |
| 1.         | 5–13 października 2015 |
| 2.         | 5–13 października 2015 |
| 3.         | 9–17 listopada 2015    |
| 4.         | 9–17 listopada 2015    |
| 5.         | 21–29 marca 2016       |
| 6.         | 21–29 marca 2016       |

| Nr kolejki | Termin                      |
| ---------- | --------------------------- |
| 7.         | 29 sierpnia–6 września 2016 |
| 8.         | 29 sierpnia–6 września 2016 |
| 9.         | 3–11 października 2016      |
| 10.        | 3–11 października 2016      |
| 11.        | 7–15 listopada 2016         |
| 12.        | 7–15 listopada 2016         |

| Nr kolejki | Termin                        |
| ---------- | ----------------------------- |
| 13.        | 20-28 marca 2017              |
| 14.        | 20-28 marca 2017              |
| 15.        | 28 sierpnia – 5 września 2017 |
| 16.        | 28 sierpnia – 5 września 2017 |
| 17.        | 2-10 października 2017        |
| 18.        | 2-10 października 2017        |

## Format
W jednej grupie złożonej z 10 zespołów zmierzą się reprezentacje narodowe z Ameryki Południowej. Mecze rozgrywane będą systemem kołowym.
Najlepsze 4 zespoły awansują do Mistrzostw Świata 2018, a piąta reprezentacja zmierzy się w barażu interkontynentalnym.

## Tabela
| Lp. | Drużyna   | M  | Mecze | Mecze | Mecze | Bramki | Bramki | Bramki | Pkt |
| Lp. | Drużyna   | M  | W     | R     | P     | +      | −      | +/−    | Pkt |
| --- | --------- | -- | ----- | ----- | ----- | ------ | ------ | ------ | --- |
| 1.  | Brazylia  | 18 | 12    | 5     | 1     | 41     | 11     | +30    | 41  |
| 2.  | Urugwaj   | 18 | 9     | 4     | 5     | 32     | 20     | +12    | 31  |
| 3.  | Argentyna | 18 | 7     | 7     | 4     | 19     | 16     | +3     | 28  |
| 4.  | Kolumbia  | 18 | 7     | 6     | 5     | 21     | 19     | +2     | 27  |
| 5.  | Peru      | 18 | 7     | 5     | 6     | 27     | 26     | +1     | 26  |
| 6.  | Chile     | 18 | 8     | 2     | 8     | 26     | 27     | −1     | 26  |
| 7.  | Paragwaj  | 18 | 7     | 3     | 8     | 19     | 25     | −6     | 24  |
| 8.  | Ekwador   | 18 | 6     | 2     | 10    | 26     | 29     | −3     | 20  |
| 9.  | Boliwia   | 18 | 4     | 2     | 12    | 16     | 38     | −22    | 14  |
| 10. | Wenezuela | 18 | 2     | 6     | 10    | 19     | 35     | −16    | 12  |

## Wyniki

### Kolejka 1
| 8 października 2015 22:30 CEST | Kolumbia · Gutiérrez 36' · Cardona 90+4' | 2:0(1:0)Raport | Peru | Estadio Metropolitano Roberto Meléndez, Barranquilla Widzów: 44 000 Sędzia: Antonio Arias |
|                                |                                          |                |      |                                                                                           |

| 9 października 2015 01:30 CEST | Chile · Vargas 70' · Sánchez 89' | 2:0(0:0)Raport | Brazylia | Estadio Nacional de Chile, Santiago Widzów: 42 000 Sędzia: Roddy Zambrano |
|                                |                                  |                |          |                                                                           |

| 9 października 2015 02:00 CEST | Argentyna | 0:2(0:0)Raport | Ekwador · 80' Erazo · 82' Caicedo | Estadio Monumental, Buenos Aires Widzów: 30 000 Sędzia: Julio Bascuñán |
|                                |           |                |                                   |                                                                        |

| 8 października 2015 23:00 CEST | Wenezuela | 0:1(0:0)Raport | Paragwaj · 85' González | Estadio Cachamay, Ciudad Guayana Widzów: 36 618 Sędzia: Hernando Buitrago |
|                                |           |                |                         |                                                                           |

| 8 października 2015 22:00 CEST | Boliwia | 0:2(0:1)Raport | Urugwaj · 10' Cáceres · 70' Godín | Estadio Hernando Siles, La Paz Widzów: 26 000 Sędzia: Patricio Loustau |
|                                |         |                |                                   |                                                                        |

### Kolejka 2
| 14 października 2015 02:00 CEST | Paragwaj | 0:0(0:0)Raport | Argentyna | Estadio Defensores del Chaco, Asunción Widzów: 20 889 Sędzia: Andrés Cunha |
|                                 |          |                |           |                                                                            |

| 14 października 2015 03:00 CEST | Brazylia · Willian 1', 42' · Oliveira 74' | 3:1(2:0)Raport | Wenezuela · 64' Santos | Estádio Plácido Aderaldo Castelo, Fortaleza Widzów: 38 970 Sędzia: Daniel Fedorczuk |
|                                 |                                           |                |                        |                                                                                     |

| 13 października 2015 23:00 CEST | Ekwador · Bolaños 80' · Caicedo 90+4' (k) | 2:0(0:0)Raport | Boliwia | Estadio Olímpico Atahualpa, Quito Widzów: 27 333 Sędzia: Sandro Ricci |
|                                 |                                           |                |         |                                                                       |

| 14 października 2015 04:15 CEST | Peru · Farfán 10', 35' (k) · Guerrero 90+2' | 3:4(2:3)Raport | Chile · 7', 44' Sánchez · 41', 49' Vargas | Estadio Nacional, Lima Widzów: 36 180 Sędzia: Nestor Pitana |
|                                 |                                             |                |                                           |                                                             |

| 14 października 2015 00:00 CEST | Urugwaj · Godín 34' · Rolán 50' · Hernández 87' | 3:0(1:0)Raport | Kolumbia | Estadio Centenario, Montevideo Widzów: 40 000 Sędzia: Héber Lopes |
|                                 |                                                 |                |          |                                                                   |

### Kolejka 3
| 13 listopada 2015 00:30 CET | Chile · Vidal 45' | 1:1(1:0)Raport | Kolumbia · 67' Rodríguez | Estadio Nacional de Chile, Santiago Widzów: 45 316 Sędzia: Enrique Cáceres |
|                             |                   |                |                          |                                                                            |

| 14 listopada 2015 01:00 CET | Argentyna · Lavezzi 33' | 1:1(1:0)Raport | Brazylia · 59' Lucas Lima | Estadio Monumental, Buenos Aires Widzów: 53 000 Sędzia: Antonio Arias |
|                             |                         |                |                           |                                                                       |

| 12 listopada 2015 22:00 CET | Ekwador · Caicedo 22' · Martínez 59' | 2:1(1:0)Raport | Urugwaj · 49' Cavani | Estadio Olímpico Atahualpa, Quito Widzów: 32 650 Sędzia: Ricardo Marques |
|                             |                                      |                |                      |                                                                          |

| 12 listopada 2015 21:00 CET | Boliwia · Ramallo 15', 45' · Arce 22' (k) · Cardozo 49' | 4:2(3:1)Raport | Wenezuela · 31' Rondón · 54' Blanco | Estadio Hernando Siles, La Paz Widzów: 20 923 Sędzia: Víctor Carrillo |
|                             |                                                         |                |                                     |                                                                       |

| 14 listopada 2015 03:15 CET | Peru · Farfán 19' | 1:0(1:0)Raport | Paragwaj | Estadio Nacional, Lima Widzów: 26 000 Sędzia: Julio Bascuñán |
|                             |                   |                |          |                                                              |

### Kolejka 4
| 17 listopada 2015 21:30 CET | Kolumbia | 0:1(0:1)Raport | Argentyna · 20' Biglia | Estadio Metropolitano Roberto Meléndez, Barranquilla Widzów: 46 000 Sędzia: Carlos Vera |
|                             |          |                |                        |                                                                                         |

| 18 listopada 2015 00:00 CET | Paragwaj · Lezcano 62' · Barrios 65' | 2:1(0:0)Raport | Boliwia · 59' Duk | Estadio Defensores del Chaco, Asunción Widzów: 15 850 Sędzia: José Argote |
|                             |                                      |                |                   |                                                                           |

| 18 listopada 2015 01:00 CET | Brazylia · Douglas Costa 22' · Renato Augusto 57' · Filipe Luís 77' | 3:0(1:0)Raport | Peru | Itaipava Arena Fonte Nova, Salvador Widzów: 45 000 Sędzia: Hernando Buitrago |
|                             |                                                                     |                |      |                                                                              |

| 17 listopada 2015 21:30 CET | Wenezuela · J. Martínez 84' | 1:3(0:2)Raport | Ekwador · 14' F. Martínez · 22' Montero · 60' Caicedo | Estadio Cachamay, Ciudad Guayana Widzów: 41 659 Sędzia: Gery Vargas |
|                             |                             |                |                                                       |                                                                     |

| 18 listopada 2015 00:00 CET | Urugwaj · Godín 22' · A. Pereira 61' · Cáceres 64' | 3:0(1:0)Raport | Chile | Estadio Centenario, Montevideo Widzów: 58 000 Sędzia: Wilmar Roldán |
|                             |                                                    |                |       |                                                                     |

### Kolejka 5
| 24 marca 2016 00:30 CET | Chile · Gutiérrez 10' | 1:2(1:2)Raport | Argentyna · 19' Di María · 25' Mercado | Estadio Nacional de Chile, Santiago Widzów: 44 536 Sędzia: Héber Lopes |
|                         |                       |                |                                        |                                                                        |

| 25 marca 2016 01:45 CET | Brazylia · Douglas Costa 1' · Renato Augusto 26' | 2:2(2:1)Raport | Urugwaj · 31' Cavani · 48' Suarez | Itaipava Arena Pernambuco, Recife Widzów: 45 010 Sędzia: Nestor Pitana |
|                         |                                                  |                |                                   |                                                                        |

| 23 marca 2016 22:00 CET | Ekwador · E. Valencia 20' · Mena 90+1' | 2:2(1:1)Raport | Paragwaj · 38', 59' Lezcano | Estadio Olímpico Atahualpa, Quito Widzów: 34 817 Sędzia: Daniel Fedorczuk |
|                         |                                        |                |                             |                                                                           |

| 23 marca 2016 21:00 CET | Boliwia · Arce 50' (k) · Chumacero 62' | 2:3(0:2)Raport | Kolumbia · 9' Rodríguez · 40' Bacca · 90+1' Cardona | Estadio Hernando Siles, La Paz Widzów: 16 765 Sędzia: Wilton Pereira Sampaio |
|                         |                                        |                |                                                     |                                                                              |

| 24 marca 2016 03:15 CET | Peru · Guerrero 60' · Ruidíaz 90+3' | 2:2(0:1)Raport | Wenezuela · 32' (k) Otero · 56' Villanueva | Estadio Nacional, Lima Widzów: 35 459 Sędzia: Enrique Cáceres |
|                         |                                     |                |                                            |                                                               |

### Kolejka 6
| 28 marca 2016 22:30 CEST | Kolumbia · Bacca 7', 66' · Pérez 48' | 3:1(1:0)Raport | Ekwador · 90' Arroyo | Estadio Metropolitano Roberto Meléndez, Barranquilla Widzów: 38 400 Sędzia: Enrique Osses |
|                          |                                      |                |                      |                                                                                           |

| 30 marca 2016 01:45 CEST | Paragwaj · Lezcano 40' · Benitez 48' | 2:2(1:0)Raport | Brazylia · 78' Olivieira · 90+2' Alves | Estadio Defensores del Chaco, Asunción Widzów: 24 457 Sędzia: Wilmar Roldán |
|                          |                                      |                |                                        |                                                                             |

| 30 marca 2016 01:30 CEST | Argentyna · Mercado 19' · Messi 29' (k) | 2:0(2:0)Raport | Boliwia | Estadio Mario Alberto Kempes, Córdoba Widzów: 53 000 Sędzia: Jesús Valenzuela |
|                          |                                         |                |         |                                                                               |

| 29 marca 2016 01:30 CEST | Wenezuela · Otero 9' | 1:4(1:1)Raport | Chile · 33', 54' Pinilla · 71', 90+1' Vidal | Estadio Agustín Tovar, Barinas Widzów: 24 101 Sędzia: Diego Haro |
|                          |                      |                |                                             |                                                                  |

| 29 marca 2016 01:00 CEST | Urugwaj · Cavani 52' | 1:0(0:0)Raport | Peru | Estadio Centenario, Montevideo Widzów: 55 000 Sędzia: Roddy Zambrano |
|                          |                      |                |      |                                                                      |

### Kolejka 7
| 1 września 2016 22:30 CEST | Kolumbia · Rodríguez 45+1' · Torres 80' | 2:0(1:0)Raport | Wenezuela | Estadio Metropolitano Roberto Meléndez, Barranquilla Widzów: 37 099 Sędzia: Daniel Fedorczuk |
|                            |                                         |                |           |                                                                                              |

| 2 września 2016 02:00 CEST | Paragwaj · O. Romero 6' · da Silva 9' | 2:1(2:1)Raport | Chile · 36' Vidal | Estadio Defensores del Chaco, Asunción Widzów: 25 000 Sędzia: Nestor Pitana |
|                            |                                       |                |                   |                                                                             |

| 2 września 2016 01:30 CEST | Argentyna · Messi 42' | 1:0(1:0)Raport | Urugwaj | Estadio Malvinas Argentinas, Mendoza Widzów: 34 597 Sędzia: Julio Bascuñán |
|                            |                       |                |         |                                                                            |

| 1 września 2016 23:00 CEST | Ekwador | 0:3(0:0)Raport | Brazylia · 72' (k) Neymar · 87' (sam.) Ayoví · 90+2' Gabriel Jesus | Estadio Olímpico Atahualpa, Quito Widzów: 34 887 Sędzia: Enrique Cáceres |
|                            |         |                |                                                                    |                                                                          |

| 1 września 2016 22:00 CEST | Boliwia · Escobar 37' · Raldes 87' | 0:3 wo.Raport | Peru | Estadio Hernando Siles, La Paz Widzów: 25 765 Sędzia: José Argote |
|                            |                                    |               |      |                                                                   |

### Kolejka 8
| 7 września 2016 02:30 CEST | Chile | 3:0 wo.Raport | Boliwia | Estadio Monumental David Arellano, Santiago Widzów: 30 000 Sędzia: Ricardo Marques |
|                            |       |               |         |                                                                                    |

| 7 września 2016 02:45 CEST | Brazylia · Miranda 2' · Neymar 74' | 2:1(1:1)Raport | Kolumbia · 37' (sam.) Marquinhos | Arena da Amazônia, Manaus Widzów: 36 609 Sędzia: Patricio Loustau |
|                            |                                    |                |                                  |                                                                   |

| 7 września 2016 02:00 CEST | Wenezuela · Juanpi 34' · Martínez 53' | 2:2(1:0)Raport | Argentyna · 57' Pratto · 82' Otamendi | Estadio Metropolitano de Mérida, Mérida Widzów: 42 000 Sędzia: Roddy Zambrano |
|                            |                                       |                |                                       |                                                                               |

| 7 września 2016 04:15 CEST | Peru · Cueva 19' (k) · Tapia 78' | 2:1(1:1)Raport | Ekwador · 30' Achilier | Estadio Nacional, Lima Widzów: 20 000 Sędzia: Wilmar Roldán |
|                            |                                  |                |                        |                                                             |

| 7 września 2016 01:00 CEST | Urugwaj · Cavani 17', 53' · Rodríguez 41' · Suárez 45' (k) | 4:0(3:0)Raport | Paragwaj | Estadio Centenario, Montevideo Widzów: 32 400 Sędzia: Wilton Sampaio |
|                            |                                                            |                |          |                                                                      |

### Kolejka 9
| 7 października 2016 02:30 CEST | Paragwaj | 0:1(0:0)Raport | Kolumbia · 90+2' Cardona | Estadio Defensores del Chaco, Asunción Widzów: 33 000 Sędzia: Julio Bascuñán |
|                                |          |                |                          |                                                                              |

| 7 października 2016 02:45 CEST | Brazylia · Neymar 10' · Coutinho 25' · Filipe Luís 38' · Gabriel Jesus 43' · Firmino 75' | 5:0(4:0)Raport | Boliwia | Arena das Dunas, Natal Widzów: 33 013 Sędzia: Wilson Lamoroux |
|                                |                                                                                          |                |         |                                                               |

| 6 października 2016 23:00 CEST | Ekwador · A.Valencia 19' · Ramírez 23' · Caicedo 47' | 3:0(2:0)Raport | Chile | Estadio Olímpico Atahualpa, Quito Widzów: 30 000 Sędzia: Mauro Vigliano |
|                                |                                                      |                |       |                                                                         |

| 7 października 2016 04:15 CEST | Peru · Guerrero 57' · Cueva 83' (k) | 2:2(0:1)Raport | Argentyna · 15' Funes Mori · 77' Higuaín | Estadio Nacional, Lima Widzów: 38 700 Sędzia: Sandro Ricci |
|                                |                                     |                |                                          |                                                            |

| 7 października 2016 01:00 CEST | Urugwaj · Lodeiro 29' · Cavani 46', 78' | 3:0(1:0)Raport | Wenezuela | Estadio Centenario, Montevideo Widzów: 44 880 Sędzia: Raúl Orosco |
|                                |                                         |                |           |                                                                   |

### Kolejka 10
| 11 października 2016 22:30 CEST | Kolumbia · Aguilar 16' · Mina 85' | 2:2(1:1)Raport | Urugwaj · 27' Rodríguez · 73' Suárez | Estadio Metropolitano Roberto Meléndez, Barranquilla Widzów: 47 000 Sędzia: Nestor Pitana |
|                                 |                                   |                |                                      |                                                                                           |

| 12 października 2016 01:30 CEST | Chile · Vidal 9', 85' | 2:1(1:0)Raport | Peru · 75' Flores | Estadio Nacional de Chile, Santiago Widzów: 30 662 Sędzia: Roddy Zambrano |
|                                 |                       |                |                   |                                                                           |

| 12 października 2016 01:30 CEST | Argentyna | 0:1(0:1)Raport | Paragwaj · 17' González | Estadio Mario Alberto Kempes, Córdoba Widzów: 51 200 Sędzia: Daniel Fedorczuk |
|                                 |           |                |                         |                                                                               |

| 12 października 2016 02:30 CEST | Wenezuela | 0:2(0:1)Raport | Brazylia · 7' Gabriel Jesus · 53' Willian | Estadio Metropolitano de Mérida, Mérida Widzów: 42 700 Sędzia: Víctor Carrillo |
|                                 |           |                |                                           |                                                                                |

| 11 października 2016 22:00 CEST | Boliwia · Escobar 3', 43' | 2:2(2:0)Raport | Ekwador · 47', 88' E. Valencia | Estadio Hernando Siles, La Paz Widzów: 18 033 Sędzia: Mario Díaz de Vivar |
|                                 |                           |                |                                |                                                                           |

### Kolejka 11
| 10 listopada 2016 21:30 CET | Kolumbia | 0:0(0:0)Raport | Chile | Estadio Metropolitano Roberto Meléndez, Barranquilla Widzów: 45 916 Sędzia: Wilton Sampaio |
|                             |          |                |       |                                                                                            |

| 11 listopada 2016 00:30 CET | Paragwaj · Riveros 10' | 1:4(1:0)Raport | Peru · 49' Ramos · 71' Flores · 79' Cueva · 84' (sam.) E.Benítez | Estadio Defensores del Chaco, Asunción Widzów: 36 000 Sędzia: Patricio Loustau |
|                             |                        |                |                                                                  |                                                                                |

| 11 listopada 2016 00:45 CET | Brazylia · Coutinho 25' · Neymar 45+1' · Paulinho 58' | 3:0(2:0)Raport | Argentyna | Estádio Mineirão, Belo Horizonte Widzów: 53 490 Sędzia: Julio Bascuñán |
|                             |                                                       |                |           |                                                                        |

| 11 listopada 2016 00:30 CET | Wenezuela · Kouffaty 2' · J.Martínez 10', 67', 69' · Otero 74' | 5:0(2:0)Raport | Boliwia | Estadio Monumental de Maturín, Maturín Widzów: 49 750 Sędzia: Andrés Cunha |
|                             |                                                                |                |         |                                                                            |

| 11 listopada 2016 00:00 CET | Urugwaj · Coates 12' · Rolán 45+1' | 2:1(2:1)Raport | Ekwador · 44' Caicedo | Estadio Centenario, Montevideo Widzów: 54 868 Sędzia: Víctor Carrillo |
|                             |                                    |                |                       |                                                                       |

### Kolejka 12
| 16 listopada 2016 00:30 CET | Chile · Vargas 45+1' · Sánchez 60', 75' | 3:1(1:1)Raport | Urugwaj · 16' Cavani | Estadio Nacional de Chile, Santiago Widzów: 42 011 Sędzia: Enrique Cáceres |
|                             |                                         |                |                      |                                                                            |

| 16 listopada 2016 00:30 CET | Argentyna · Messi 10' · Pratto 22' · Di María 84' | 3:0(2:0)Raport | Kolumbia | Estadio San Juan del Bicentenario, San Juan Widzów: 24 000 Sędzia: Roddy Zambrano |
|                             |                                                   |                |          |                                                                                   |

| 15 listopada 2016 22:00 CET | Ekwador · Mina 50' · Bolaños 84' · E.Valencia 86' | 3:0(0:0)Raport | Wenezuela | Estadio Olímpico Atahualpa, Quito Widzów: 28 000 Sędzia: Roberto Tobar |
|                             |                                                   |                |           |                                                                        |

| 15 listopada 2016 21:00 CET | Boliwia · Gómez 77' (sam.) | 1:0(0:0)Raport | Paragwaj | Estadio Hernando Siles, La Paz Widzów: 13 285 Sędzia: Christian Ferreyra |
|                             |                            |                |          |                                                                          |

| 16 listopada 2016 03:15 CET | Peru | 0:2(0:0)Raport | Brazylia · 57' Gabriel Jesus · 78' Renato Augusto | Estadio Nacional, Lima Widzów: 38 700 Sędzia: Wilmar Roldán |
|                             |      |                |                                                   |                                                             |

### Kolejka 13
| 23 marca 2017 21:30 CET | Kolumbia · Rodríguez 83' | 1:0(0:0)Raport | Boliwia | Estadio Metropolitano Roberto Meléndez, Barranquilla Widzów: 39 000 Sędzia: Ricardo Marques |
|                         |                          |                |         |                                                                                             |

| 24 marca 2017 00:00 CET | Paragwaj · Valdez 11' · Alonso 65' | 2:1(1:0)Raport | Ekwador · 69' (k) Caicedo | Estadio Defensores del Chaco, Asunción Widzów: 16 287 Sędzia: José Argote |
|                         |                                    |                |                           |                                                                           |

| 24 marca 2017 00:30 CET | Argentyna · Messi 15' (k) | 1:0(1:0)Raport | Chile | Estadio Monumental, Buenos Aires Widzów: 55 000 Sędzia: Sandro Ricci |
|                         |                           |                |       |                                                                      |

| 24 marca 2017 00:30 CET | Wenezuela · Villanueva 23' · Otero 39' | 2:2(2:0)Raport | Peru · 46' Carrillo · 64' Guerrero | Estadio Monumental de Maturín, Maturín Widzów: 35 920 Sędzia: Enrique Cáceres |
|                         |                                        |                |                                    |                                                                               |

| 24 marca 2017 00:00 CET | Urugwaj · Cavani 9' (k) | 1:4(1:1)Raport | Brazylia · 18', 51', 90+2' Paulinho · 74' Neymar | Estadio Centenario, Montevideo Widzów: 55 676 Sędzia: Patricio Loustau |
|                         |                         |                |                                                  |                                                                        |

### Kolejka 14
| 29 marca 2017 00:00 CEST | Chile · Sánchez 4' · Paredes 7', 22' | 3:1(3:0)Raport | Wenezuela · 62' Rondón | Estadio Monumental David Arellano, Santiago Widzów: 33 136 Sędzia: Andrés Cunha |
|                          |                                      |                |                        |                                                                                 |

| 29 marca 2017 02:45 CEST | Brazylia · Coutinho 34' · Neymar 63' · Marcelo 85' | 3:0(1:0)Raport | Paragwaj | Arena Corinthians, São Paulo Widzów: 45 000 Sędzia: Víctor Carrillo |
|                          |                                                    |                |          |                                                                     |

| 28 marca 2017 23:00 CEST | Ekwador | 0:2(0:2)Raport | Kolumbia · 20' Rodríguez · 34' Cuadrado | Estadio Olímpico Atahualpa, Quito Widzów: 33 538 Sędzia: Nestor Pitana |
|                          |         |                |                                         |                                                                        |

| 28 marca 2017 22:00 CEST | Boliwia · Arce 31' · Moreno Martins 52' | 2:0(1:0)Raport | Argentyna | Estadio Hernando Siles, La Paz Widzów: 26 943 Sędzia: Wilmar Roldán |
|                          |                                         |                |           |                                                                     |

| 29 marca 2017 04:15 CEST | Peru · Guerrero 34' · Flores 62' | 2:1(1:1)Raport | Urugwaj · 30' Sánchez | Estadio Nacional, Lima Widzów: 35 200 Sędzia: Julio Bascuñán |
|                          |                                  |                |                       |                                                              |

### Kolejka 15
| 1 września 2017 00:30 CEST | Chile | 0:3(0:1) | Paragwaj · 25' (sam.) Vidal · 55' Cáceres · 90+3' Ortiz | Estadio Monumental David Arellano, Santiago Widzów: 40 671 Sędzia: Nestor Pitana |
|                            |       |          |                                                         |                                                                                  |

| 1 września 2017 02:45 CEST | Brazylia · Paulinho 68' · Coutinho 76' | 2:0(0:0) | Ekwador | Arena do Grêmio, Porto Alegre Widzów: 38 000 Sędzia: Mario Díaz de Vivar |
|                            |                                        |          |         |                                                                          |

| 31 sierpnia 2017 23:00 CEST | Wenezuela | 0:0(0:0) | Kolumbia | Estadio Polideportivo de Pueblo Nuevo, San Cristóbal Widzów: 38 479 Sędzia: Wilton Sampaio |
|                             |           |          |          |                                                                                            |

| 1 września 2017 04:15 CEST | Peru · Flores 55' · Cueva 58' | 2:1(0:0) | Boliwia · 72' Álvarez | Estadio Monumental, Lima Widzów: 50 501 Sędzia: Andrés Cunha |
|                            |                               |          |                       |                                                              |

| 1 września 2017 01:00 CEST | Urugwaj | 0:0(0:0)Raport | Argentyna | Estadio Centenario, Montevideo Widzów: 52 614 Sędzia: Víctor Carrillo |
|                            |         |                |           |                                                                       |

### Kolejka 16
| 5 września 2017 22:30 CEST | Kolumbia · Falcao 56' | 1:1(0:1) | Brazylia · 45+1' Willian | Estadio Metropolitano Roberto Meléndez, Barranquilla Widzów: 46 083 Sędzia: Jesús Valenzuela |
|                            |                       |          |                          |                                                                                              |

| 6 września 2017 01:00 CEST | Paragwaj · Á. Romero 87' | 1:2(0:0) | Urugwaj · 75' Valverde · 79' (sam.) Gómez | Estadio Defensores del Chaco, Asunción Widzów: 30 000 Sędzia: Sandro Ricci |
|                            |                          |          |                                           |                                                                            |

| 6 września 2017 01:30 CEST | Argentyna · Feltscher 54' (sam.) | 1:1(0:0) | Wenezuela · 51' Murillo | Estadio Monumental, Buenos Aires Widzów: 44 776 Sędzia: Roberto Tobar |
|                            |                                  |          |                         |                                                                       |

| 5 września 2017 23:00 CEST | Ekwador · E. Valencia 79' (k) | 1:2(0:0) | Peru · 71' Flores · 75' Hurtado | Estadio Olímpico Atahualpa, Quito Widzów: 30 000 Sędzia: Enrique Cáceres |
|                            |                               |          |                                 |                                                                          |

| 5 września 2017 22:00 CEST | Boliwia · Arce 59' (k) | 1:0(0:0)Raport | Chile | Estadio Hernando Siles, La Paz Widzów: 31 555 Sędzia: Wilmar Roldán |
|                            |                        |                |       |                                                                     |

### Kolejka 17
| 6 października 2017 01:30 CEST | Kolumbia · Falcao 80' | 1:2(0:0)Raport | Paragwaj · 88' Cardozo · 90+2' Sanabria | Estadio Metropolitano Roberto Meléndez, Barranquilla Widzów: 45 000 Sędzia: Ricardo Marques |
|                                |                       |                |                                         |                                                                                             |

| 6 października 2017 01:30 CEST | Chile · Vargas 21' · Sánchez 85' | 2:1(1:0)Raport | Ekwador · 83' Ibarra | Estadio Monumental David Arellano, Santiago Widzów: 35 000 Sędzia: Sandro Ricci |
|                                |                                  |                |                      |                                                                                 |

| 6 października 2017 01:30 CEST | Argentyna | 0:0(0:0)Raport | Peru | Estadio Alberto J. Armando, Buenos Aires Widzów: 47 960 Sędzia: Wilton Sampaio |
|                                |           |                |      |                                                                                |

| 5 października 2017 23:00 CEST | Wenezuela | 0:0(0:0)Raport | Urugwaj | Estadio Polideportivo de Pueblo Nuevo, San Cristóbal Widzów: 32 100 Sędzia: Anderson Daronco |
|                                |           |                |         |                                                                                              |

| 5 października 2017 22:00 CEST | Boliwia | 0:0(0:0)Raport | Brazylia | Estadio Hernando Siles, La Paz Widzów: 34 725 Sędzia: Fernando Rapallini |
|                                |         |                |          |                                                                          |

### Kolejka 18
| 11 października 2017 02:30 CEST | Paragwaj | 0:1(0:0) | Wenezuela · 83' Herrera | Estadio Defensores del Chaco, Asunción Widzów: 34 786 Sędzia: Wilton Sampaio |
|                                 |          |          |                         |                                                                              |

| 11 października 2017 01:30 CEST | Brazylia · Paulinho 54' · Jesus 56', 90+2' | 3:0(0:0) | Chile | Allianz Parque, São Paulo Widzów: 41 008 Sędzia: Roddy Zambrano |
|                                 |                                            |          |       |                                                                 |

| 11 października 2017 01:30 CEST | Ekwador · Ibarra 1' | 1:3(1:2) | Argentyna · 11', 19', 62' Messi | Estadio Olímpico Atahualpa, Quito Widzów: 29 000 Sędzia: Anderson Daronco |
|                                 |                     |          |                                 |                                                                           |

| 11 października 2017 01:30 CEST | Peru · Ospina 77' (sam.) | 1:1(0:0) | Kolumbia · 55' Rodríguez | Estadio Nacional, Lima Widzów: 29 637 Sędzia: Sandro Ricci |
|                                 |                          |          |                          |                                                            |

| 11 października 2017 01:30 CEST | Urugwaj · Caceres 39' · Cavani 41' · Suárez 60', 75' | 4:2(2:1) | Boliwia · 23' (sam.) Silva · 79' (sam.) Godín | Estadio Centenario, Montevideo Widzów: 50 000 Sędzia: Ricardo Marques |
|                                 |                                                      |          |                                               |                                                                       |

## Strzelcy
242 bramki w 90 meczach (2,69 bramek na mecz).

### 10 goli
- Edinson Cavani

### 7 goli
- Lionel Messi
- Alexis Sánchez
- Felipe Caicedo

### 6 goli
- Gabriel Jesus
- Neymar
- Paulinho
- Arturo Vidal
- James Rodríguez

### 5 goli
- Eduardo Vargas
- Enner Valencia
- Édison Flores
- Paolo Guerrero
- Josef Martínez
- Luis Suárez

### 4 gole
- Juan Carlos Arce
- Philippe Coutinho
- Willian
- Darío Lezcano
- Christian Cueva
- Rómulo Otero

### 3 gole
- Pablo Escobar
- Renato Augusto
- Carlos Bacca
- Edwin Cardona
- Jefferson Farfán
- Martín Cáceres
- Diego Godín

### 2 gole
- Ángel Di María
- Gabriel Mercado
- Lucas Pratto
- Marcelo Martins
- Rodrigo Ramallo
- Douglas Costa
- Filipe Luís
- Ricardo Oliveira
- Esteban Paredes
- Mauricio Pinilla
- Miller Bolaños
- Romario Ibarra
- Fidel Martínez
- Radamel Falcao
- Derlis González
- Cristian Rodríguez
- Diego Rolán
- Mikel Villanueva

### 1 gol
- Lucas Biglia
- Ramiro Funes Mori
- Gonzalo Higuaín
- Ezequiel Lavezzi
- Nicolás Otamendi
- Gilbert Álvarez
- Rudy Cardozo
- Alejandro Chumacero
- Yasmani Duk
- Ronald Raldes
- Dani Alves
- Roberto Firmino
- Lucas Lima
- Marcelo
- Miranda
- Felipe Gutiérrez
- Gabriel Achilier
- Michael Arroyo
- Frickson Erazo
- Ángel Mena
- Arturo Mina
- Jefferson Montero
- Cristian Ramírez
- Antonio Valencia
- Abel Aguilar
- Juan Cuadrado
- Teófilo Gutiérrez
- Yerry Mina
- Sebastián Pérez
- Macnelly Torres
- Júnior Alonso
- Lucas Barrios
- Edgar Benítez
- Víctor Cáceres
- Óscar Cardozo
- Paulo da Silva
- Richard Ortiz
- Cristian Riveros
- Ángel Romero
- Óscar Romero
- Antonio Sanabria
- Bruno Valdez
- André Carrillo
- Paolo Hurtado
- Christian Ramos
- Raúl Ruidíaz
- Renato Tapia
- Sebastián Coates
- Abel Hernández
- Nicolás Lodeiro
- Álvaro Pereira
- Carlos Sánchez
- Federico Valverde
- Richard Blanco
- Yangel Herrera
- Juanpi
- Jacobo Kouffati
- Jhon Murillo
- Mario Rondón
- José Salomón Rondón
- Christian Santos

### Gole samobójcze
- Marquinhos (dla  Kolumbii)
- Arturo Vidal (dla  Paragwaju)
- Walter Ayoví (dla  Brazylii)
- David Ospina (dla  Peru)
- Edgar Benítez (dla  Peru)
- Gustavo Gómez (dla  Urugwaju)
- Rolf Feltscher (dla  Argentyny)
- Gastón Silva (dla  Boliwii)
- Diego Godín (dla  Boliwii)